# Frustración (física)

Frustración triangular

En física estadística, la frustración es la incapacidad de un sistema para hacer mínima la energía de todas sus interacciones. Así, por ejemplo, un triángulo de espines (a,b,c) acoplados de manera que la interacción de canje entre a y b y la interacción entre b y c sean ferromagnéticas, mientras que la interacción entre a y c es antiferromagnética o, más habitual, en la que las tres interacciones sean antiferromagnéticas. Es imposible satisfacer el requisito de mínima energía en las tres interacciones simultáneamente. Esta situación es muy común en muchos sistemas desordenados como, por ejemplo, los vidrios de espín y los hielos de espín.
- Datos: Q902635